# Ecdytolopha insiticiana
The Locust Twig Borer (Ecdytolopha insiticiana) là một loài bướm đêm thuộc họ Tortricidae. Nó được tìm thấy ở Bắc Mỹ, bao gồm Pennsylvania, Iowa, West Virginia, Arkansas, Massachusetts, New York và Ontario.

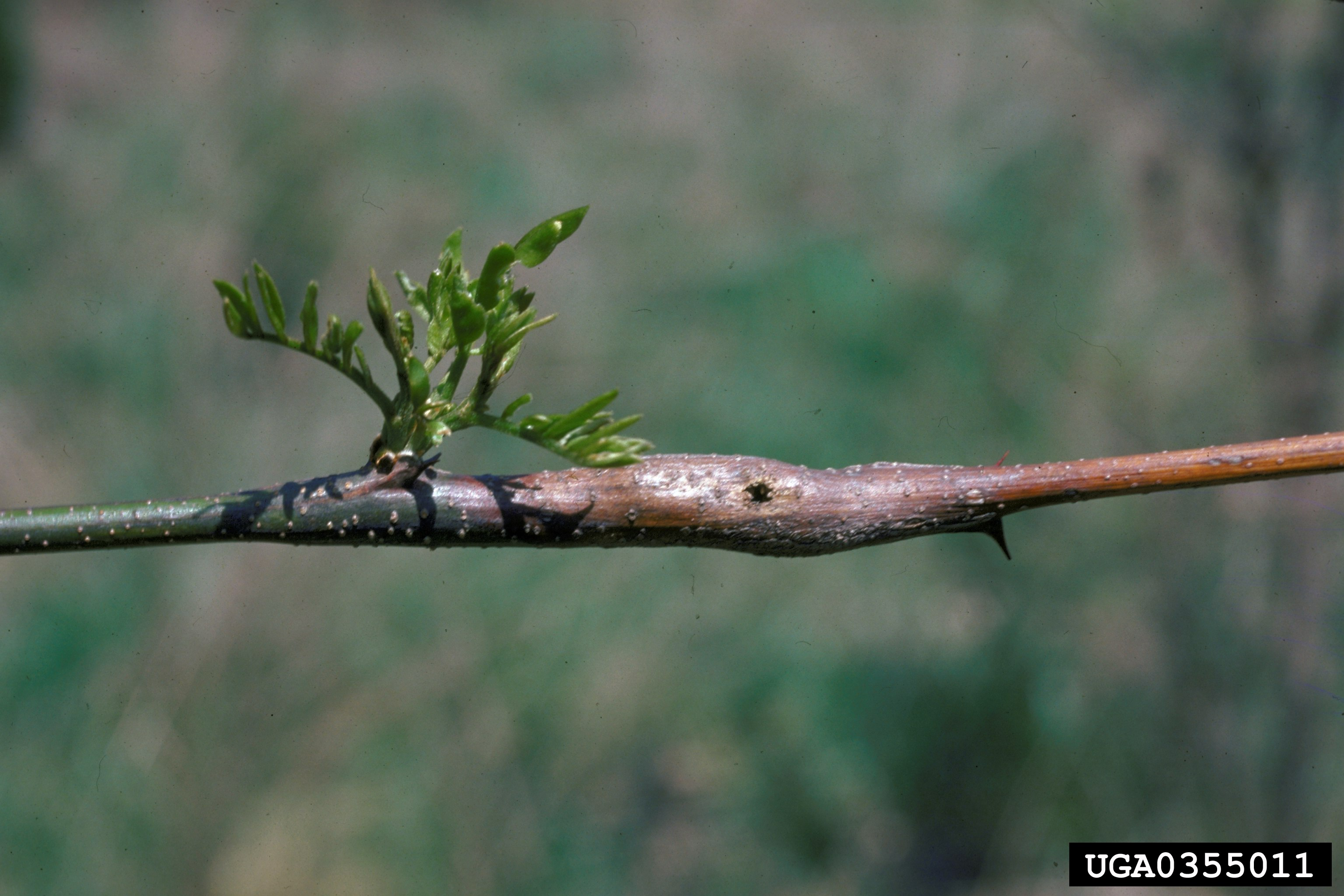
Damage

Sải cánh dài 20–25 mm. Con trưởng thành bay từ tháng 5 đến tháng 8.
Ấu trùng ăn Robinia pseudoacacia.

## Hình ảnh

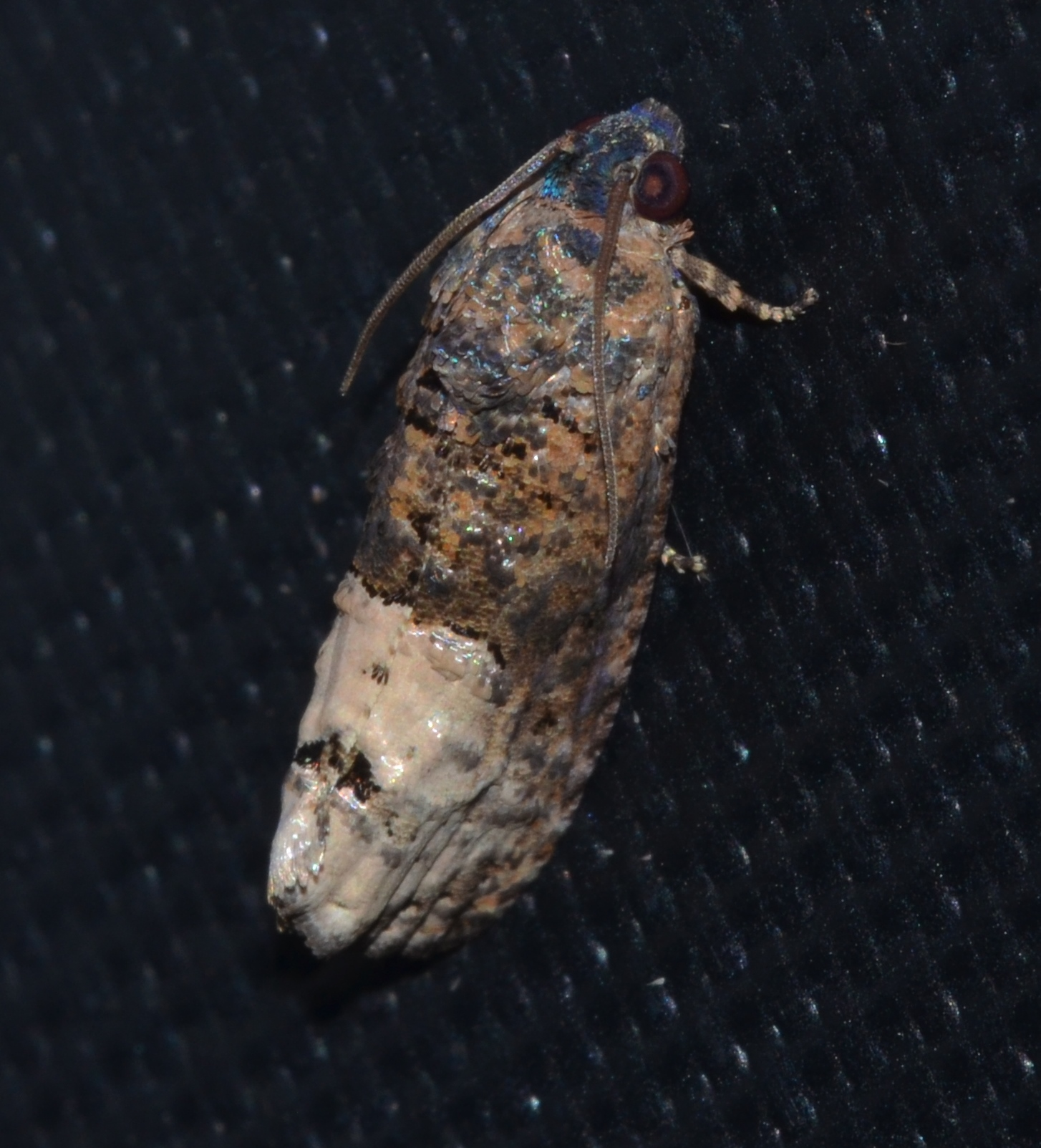
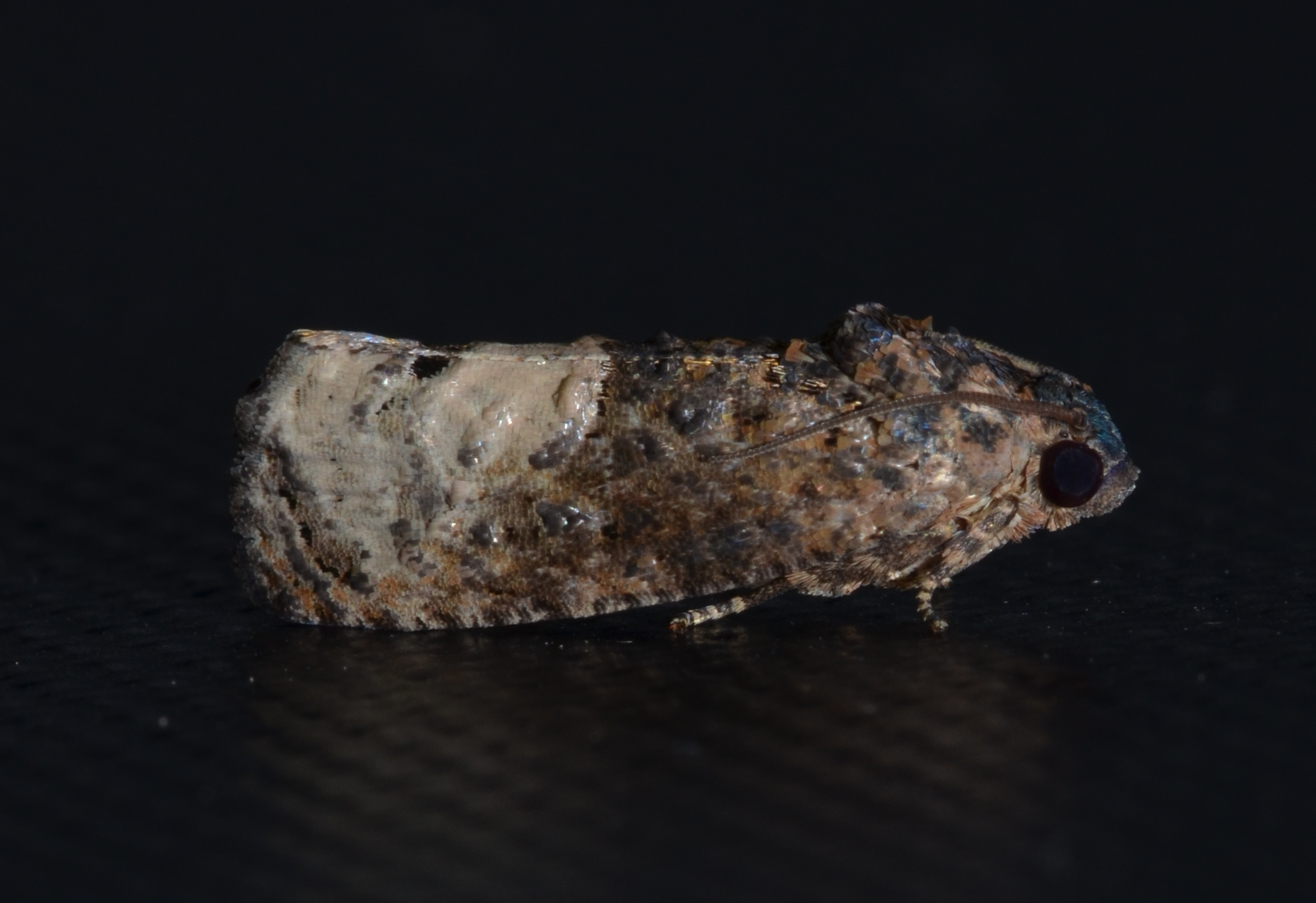
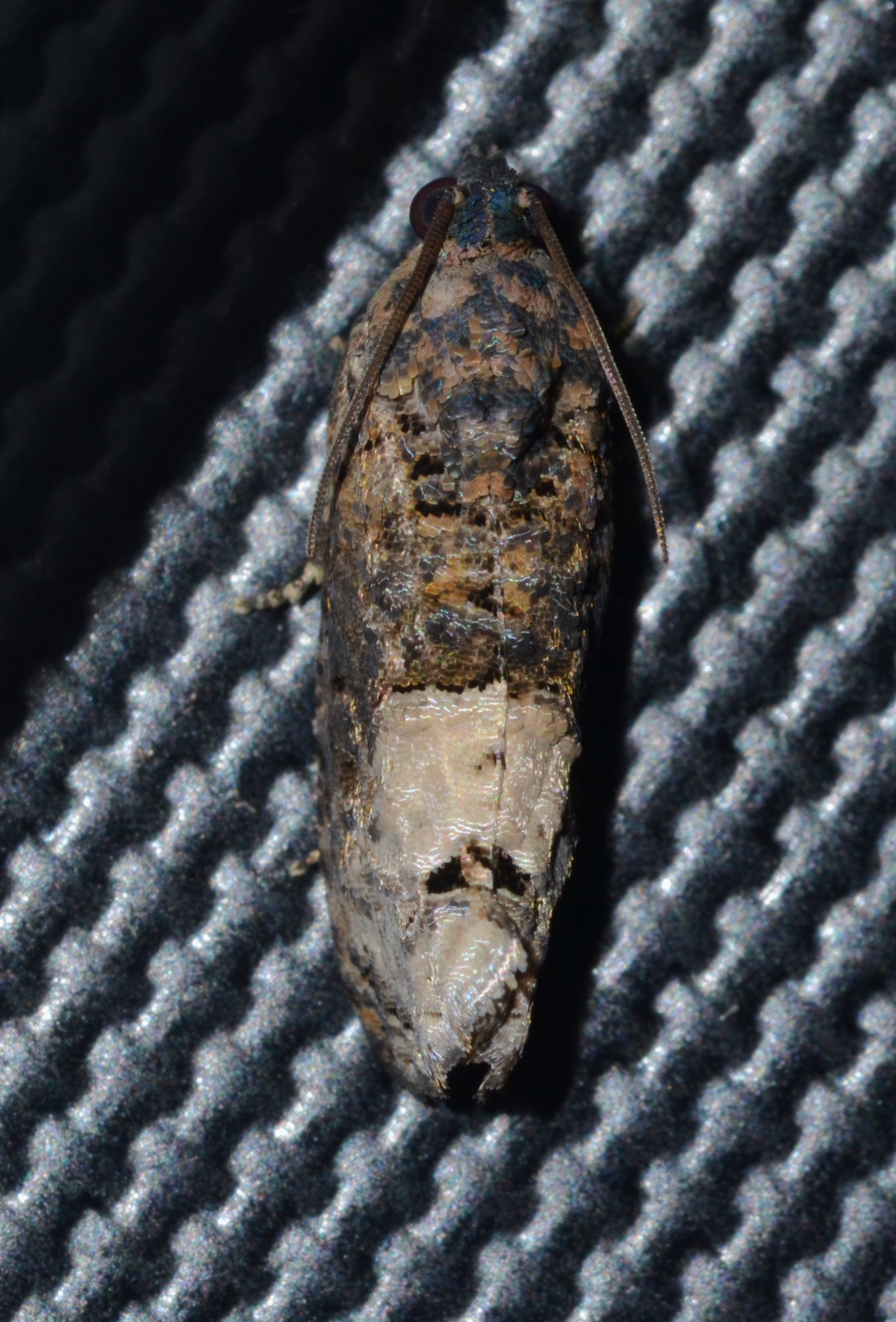